# ТИСПАН
ТИСПАН или Телеком и Интернет Сляти услуги и Протоколи зА ИнтелигентНи Мрежи (на английски: TISPAN - Telecoms & Internet converged Services & Protocols for Advanced Networks) e организация за стандартизациране на интелитентни мрежи (стационарни връзки свързани надеждно чрез интернет).
Втората окончателна версия поддържа интернет телевизия (IPTV) и надеждни бизнес комуникации.